# Robert Vansittart (Jurist)
Robert Vansittart (* 28. Dezember 1728 in London; † 31. Januar 1789 in Oxford) war ein englischer Jurist, Altertumsforscher und wegen seines unmoralischen Lebenswandels übel beleumdet.

## Leben
Robert war der zweite Sohn von Arthur van Sittart (1691–1728), einem Kaufmann aus Shottesbrook, Berkshire, wo Robert auch aufwuchs. Seine Mutter Martha war die älteste Tochter von Sir John Stonhouse, Baronet von Radley, Berkshire, und Buchprüfer von Königin Anne. Sein jüngerer Bruder Henry (1732– um 1770) wurde später zum Gouverneur von Bengalen ernannt.
Nach dem Besuch der Schule in Reading und des Winchester College setzte er seine Ausbildung am Trinity College (3. April 1745) der University of Oxford  fort und wurde 1748 Fellow des All Souls College. 1751 erreichte er seinen Bachelor of Law (B.C.L.) und 1757 den  Doctor of Civil Law (D.C.L.). 1753 wurde er Mitglied der Anwaltskammer Inner Temple und damit praktizierender Rechtsanwalt. Er besetzte einige niedrigere Richterpositionen, beispielsweise High Steward von Monmouth (ab 17. Mai 1760), Recorder in Maidenhead (1758), Newbury (1764) und Windsor 1770. 1767 wurde er zum Regius Professor of Civil Law ernannt und hielt diese Position bis zu seinem Tod 1789. Seinen Vorgänger in diesem Amt, Robert Jenner, hatte Vansittart einige Jahre als Reader vertreten. In seiner Freizeit veröffentlichte er einige Werke der Altertumsforschung.
Er war ein enger Bekannter von Samuel Johnson, William Hogarth und Paul Whitehead und nahm an den Ausschweifungen des Hellfire Clubs teil. Auf einer Reise in Italien traf er auf Johann Wolfgang von Goethe, der eine Figur in einer Komödie nach Vansittart benannte.
Er starb am 31. Januar 1789 als Junggeselle in Oxford und wurde in der Krypta der Kapelle von All Souls beigesetzt.